# Huang Sui
Dans ce nom chinois, le nom de famille, Huang, précède le nom personnel.
Huang Sui, née le 8 janvier 1982 dans le Hunan, est une joueuse sino-australienne de badminton.

## Palmarès
- Jeux olympiques
  -  Médaille d'argent en double dames aux Jeux olympiques d'été de 2004 avec Gao Ling
- Championnats du monde de badminton
  -  Médaille d'or en double dames aux Championnats du monde de badminton 2001 avec Gao Ling
  -  Médaille d'or en double dames aux Championnats du monde de badminton 2003 avec Gao Ling
  -  Médaille d'or en double dames aux Championnats du monde de badminton 2006 avec Gao Ling
  -  Médaille d'argent en double dames aux Championnats du monde de badminton 2005 avec Gao Ling
  -  Médaille d'argent en double dames aux Championnats du monde de badminton 2007 avec Gao Ling
- Jeux asiatiques
  -  Médaille d'or par équipe dames aux Jeux asiatiques de 2002
  -  Médaille d'or par équipe dames aux Jeux asiatiques de 2006
  -  Médaille d'or en double dames aux Jeux asiatiques de 2006 avec Gao Ling
  -  Médaille d'argent en double dames aux Jeux asiatiques de 2002 avec Gao Ling
- Sudirman Cup
  -  Médaille d'or en 1999
  -  Médaille d'or en 2001
  -  Médaille d'or en 2005
- Uber Cup
  -  Médaille d'or en 2002
  -  Médaille d'or en 2004
  -  Médaille d'or en 2006
- Championnats d'Asie de badminton
  -  Médaille d'or en double dames en 2001 avec Gao Ling
  -  Médaille d'argent en double dames en 2002 avec Gao Ling